# 制服日

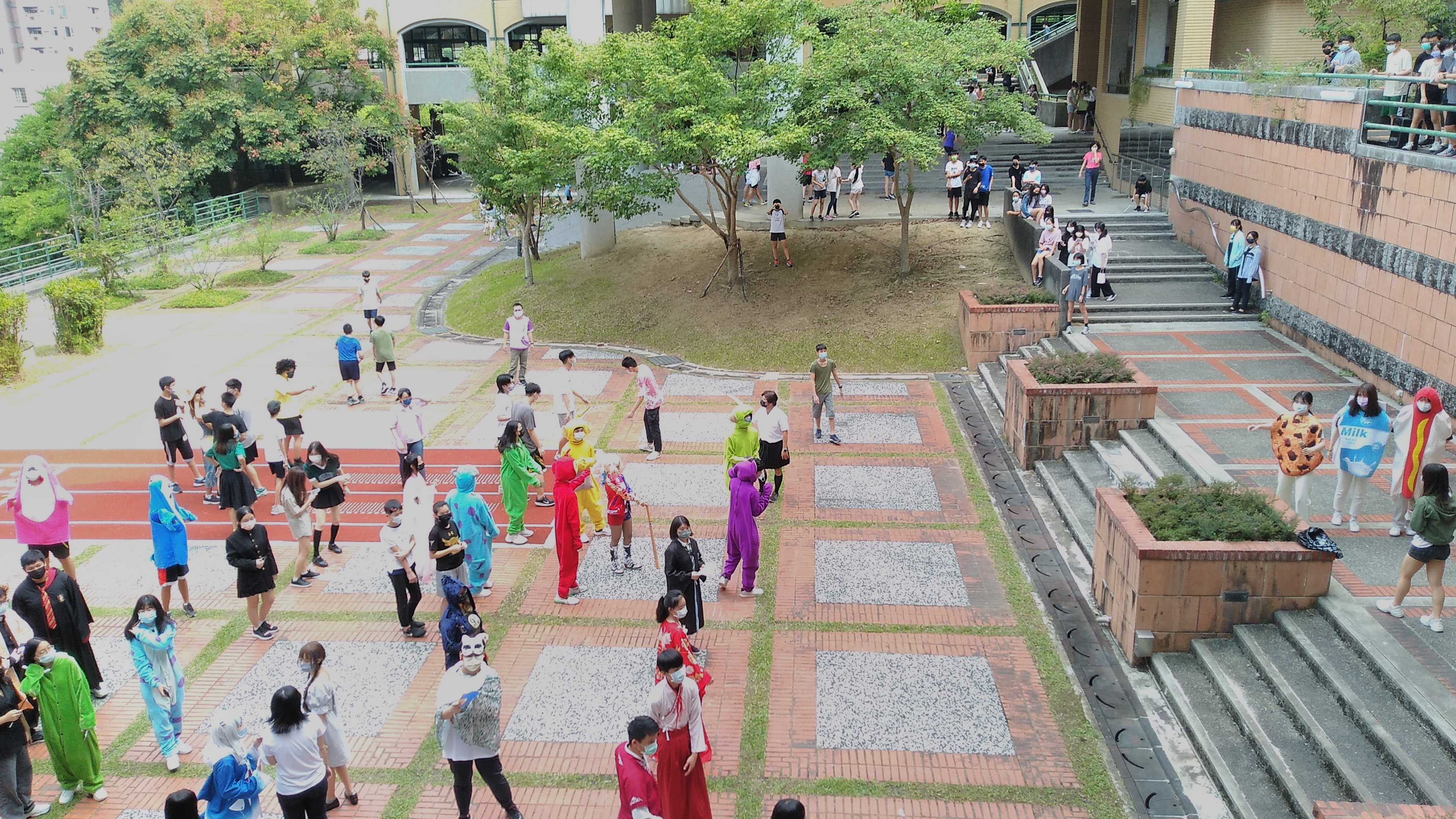
政大附中2021年制服日活動

制服日為一種台灣學生的節慶文化，大多數舉行於大學時期，由於台灣大多數高中有制服，並有嚴格的規定須穿著制服到校，而除了軍校、警校以外的大學通常不穿制服，所以為了舉辦制服日的動機之一即為藉由重新穿上對高中時期的懷念。另一方面，目前台灣學生制服不論顏色、樣式等，皆趨向多樣性的變化，藉由制服日，也能讓參與者彼此認識其他學校的制服及校風特色等。

## 發展
制服日的起源其實已不可考，目前網路上所能搜尋到的最早的制服日約是在1998年左右，但當時為台灣網路普及之初，故有相當大的可能在1998年以前就存在。
早期的制服日形式主要是由大學系所（通常是大學一年級）、地區性社團（如雄友會、北友會等），或校友型社團（如台大建北會等）發起，約定在某一天，所有成員需穿著高中制服來參與活動，活動形式如聯誼、康樂活動、介紹學校特色、介紹當地名產等。
之後，制服日這種台灣學生文化慢慢在全國各地興盛，規模也愈來愈盛大，發展出許多不同形式的制服日：
- 全系制服日：以全系為單位，所有年級共同舉行制服日活動。
- 全校制服日：以全校為單位，所有系所共同舉行制服日活動。
- 母校全國制服日：通常由校友發起，訂一日期為該校的全國制服日，所有校友在這一天穿著母校制服。如師大附中全國制服日。
- 全國大學生制服日：為近年來興起的形式，有由學生發起者[2]，亦有某間大專院校發起者[3]，訂一日期，參與者在這一天穿著制服。
- 國中制服日：通常為高中生，以班級為單位，穿著國中制服的活動。
- 嘉年華式的制服日：例如政大附中等沒有制服的高中，每年上學期初舉行的制服日，師生共同參與，也不僅限於穿著母校制服，Cosplay、反串者都有。[4]

不過近年來每年全國制服日參與人數越來越少，相較於2015年前規模比較冷淡，進入2019年新學期更是近年來大學頭一次沒有舉辦全國制服日。